# Saint-Gervais-sur-Mare
Pour les articles homonymes, voir Saint-Gervais.
Saint-Gervais-sur-Mare est une commune française située dans l'ouest du département de l'Hérault, en région Occitanie.
Exposée à un climat méditerranéen, elle est drainée par la Mare, le Casselouvre, le ruisseau de Narbounis et par divers autres petits cours d'eau. Incluse dans le parc naturel régional du Haut-Languedoc, la commune possède un patrimoine naturel remarquable : un site Natura 2000 (les « crêtes du Mont Marcou et des Monts de Mare ») et quatre zones naturelles d'intérêt écologique, faunistique et floristique.
Saint-Gervais-sur-Mare est une commune rurale qui compte 839 habitants en 2022, après avoir connu un pic de population de 2 620 habitants en 1851. Elle fait partie de l'aire d'attraction de Bédarieux.

## Géographie

### Localisation
La commune est située dans les Hauts cantons de l'Hérault, entre les communes de Castanet-le-Haut et Graissessac.
Elle est intégrée au sein du parc naturel régional du Haut-Languedoc.
| Saint-Geniès-de-Varensal | Mélagues (Aveyron)     | Graissessac              |
| Rosis                    | Saint-Gervais-sur-Mare | Graissessac              |

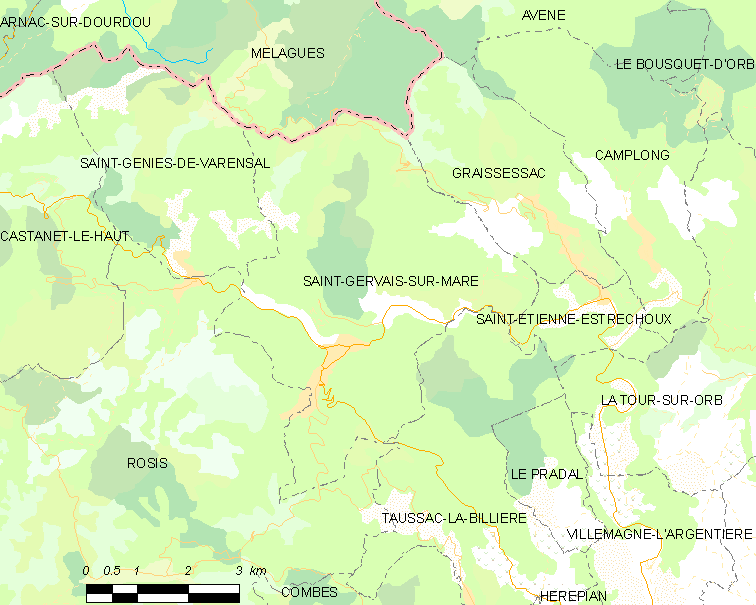
Carte

| Rosis                    | Taussac-la-Billière    | Saint-Étienne-Estréchoux |

### Hydrographie
La commune est traversée par la Mare et par le ruisseau du Casselouvre qui se jette dans la Mare. En 1760, le Casselouvre en crue a détruit une des deux études de notaire du village (étude Portalon), emportant toutes les archives. Les inondations de septembre 2014 ont provoqué de gros dégâts dans le village, la route D 922 a été emportée.

### Climat
Pour des articles plus généraux, voir Climat de l'Occitanie et Climat de l'Hérault.
En 2010, le climat de la commune est de type climat du Bassin du Sud-Ouest, selon une étude s'appuyant sur une série de données couvrant la période 1971-2000. En 2020, Météo-France publie une typologie des climats de la France métropolitaine dans laquelle la commune est exposée à un climat méditerranéen et est dans la région climatique Provence, Languedoc-Roussillon, caractérisée par une pluviométrie faible en été, un très bon ensoleillement (2 600 h/an), un été chaud (21,5 °C), un air très sec en été, sec en toutes saisons, des vents forts (fréquence de 40 à 50 % de vents > 5 m/s) et peu de brouillards.
Pour la période 1971-2000, la température annuelle moyenne est de 12,5 °C, avec une amplitude thermique annuelle de 15,6 °C. Le cumul annuel moyen de précipitations est de 1 204 mm, avec 8,8 jours de précipitations en janvier et 3,6 jours en juillet. Pour la période 1991-2020, la température moyenne annuelle observée sur la station météorologique la plus proche, située sur la commune de Castanet-le-Haut à 6 km à vol d'oiseau, est de 12,9 °C et le cumul annuel moyen de précipitations est de 1 687,9 mm,. Pour l'avenir, les paramètres climatiques de la commune estimés pour 2050 selon différents scénarios d'émission de gaz à effet de serre sont consultables sur un site dédié publié par Météo-France en novembre 2022.

### Milieux naturels et biodiversité

#### Espaces protégés
La protection réglementaire est le mode d’intervention le plus fort pour préserver des espaces naturels remarquables et leur biodiversité associée,.
Un  espace protégé est présent sur la commune : 
le parc naturel régional du Haut-Languedoc, créé en 1973 et d'une superficie de 307 184 ha, qui s'étend sur 118 communes et deux départements. Implanté de part et d’autre de la ligne de partage des eaux entre Océan Atlantique et mer Méditerranée, ce territoire est un véritable balcon dominant les plaines viticoles du Languedoc et les étendues céréalières du Lauragais,.

#### Réseau Natura 2000

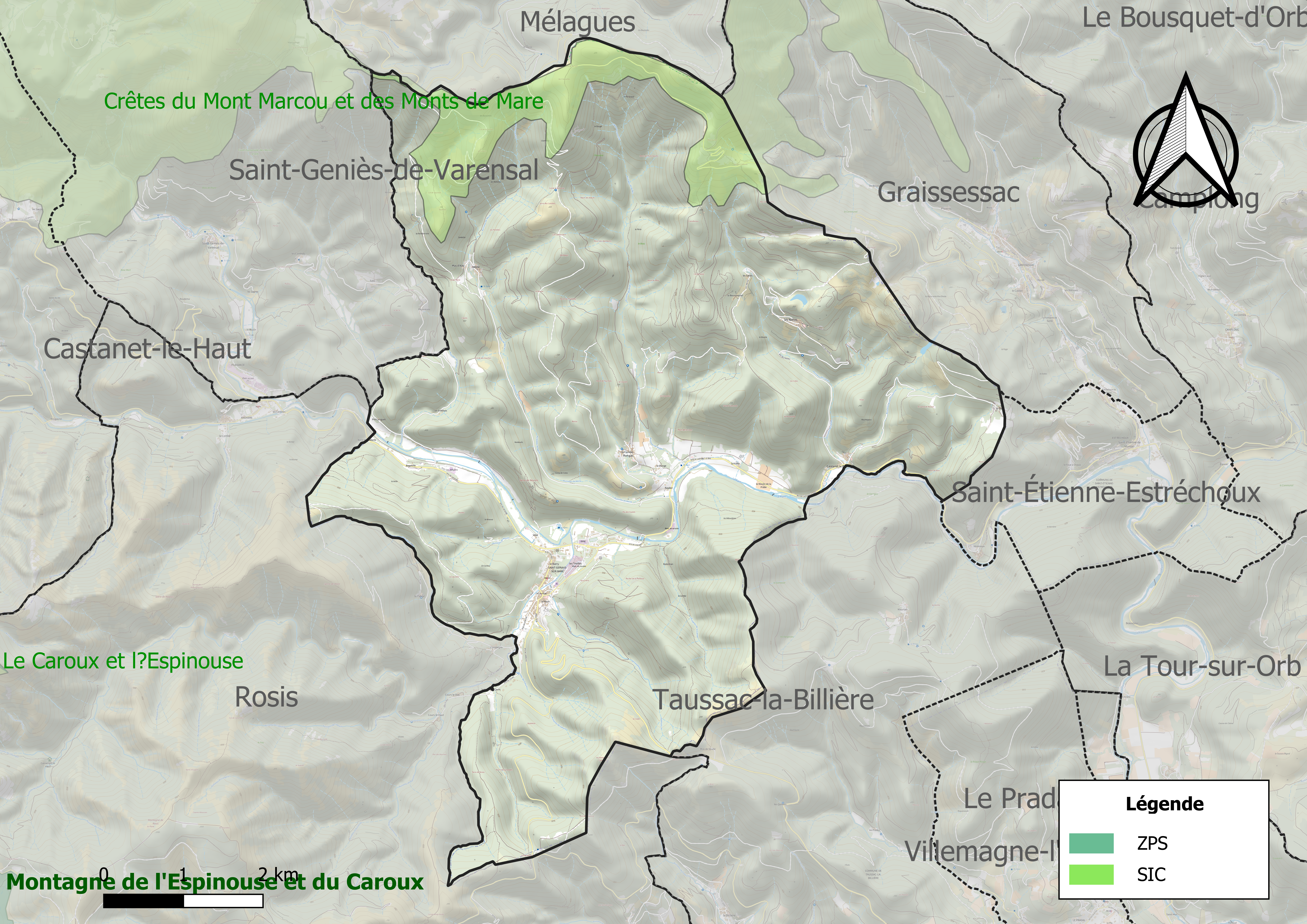
Site Natura 2000 sur le territoire communal.

Le réseau Natura 2000 est un réseau écologique européen de sites naturels d'intérêt écologique élaboré à partir des directives habitats et oiseaux, constitué de zones spéciales de conservation (ZSC) et de zones de protection spéciale (ZPS).
Un site Natura 2000 a été défini sur la commune au titre de la directive habitats : les « crêtes du Mont Marcou et des Monts de Mare », d'une superficie de 1 481 ha, abritant quatre espèces de chauves-souris d'intérêt communautaire (Rhinolophus ferrumequinum, R. hipposideros, Miniopterus schreibersi), et plus particulièrement le Minioptère de Schreibers.

#### Zones naturelles d'intérêt écologique, faunistique et floristique
L’inventaire des zones naturelles d'intérêt écologique, faunistique et floristique (ZNIEFF) a pour objectif de réaliser une couverture des zones les plus intéressantes sur le plan écologique, essentiellement dans la perspective d’améliorer la connaissance du patrimoine naturel national et de fournir aux différents décideurs un outil d’aide à la prise en compte de l’environnement dans l’aménagement du territoire.
Deux ZNIEFF de type 1 sont recensées sur la commune :
les « crêtes du Mont Cabane au Mont Marcou » (484 ha), couvrant 4 communes dont une dans l'Aveyron et trois dans l'Hérault et 
la « rivière de la mare et ruisseau de Bédès » (20 ha)
et deux ZNIEFF de type 2, : 
- les « crêtes du Mont Marcou et des Monts de mare » (3 441 ha), couvrant 7 communes dont une dans l'Aveyron et six dans l'Hérault[18] ;
- le « massif de l'Espinouse » (20 035 ha), couvrant 19 communes du département[19].

Carte des ZNIEFF de type 1 et 2 à Saint-Gervais-sur-Mare.
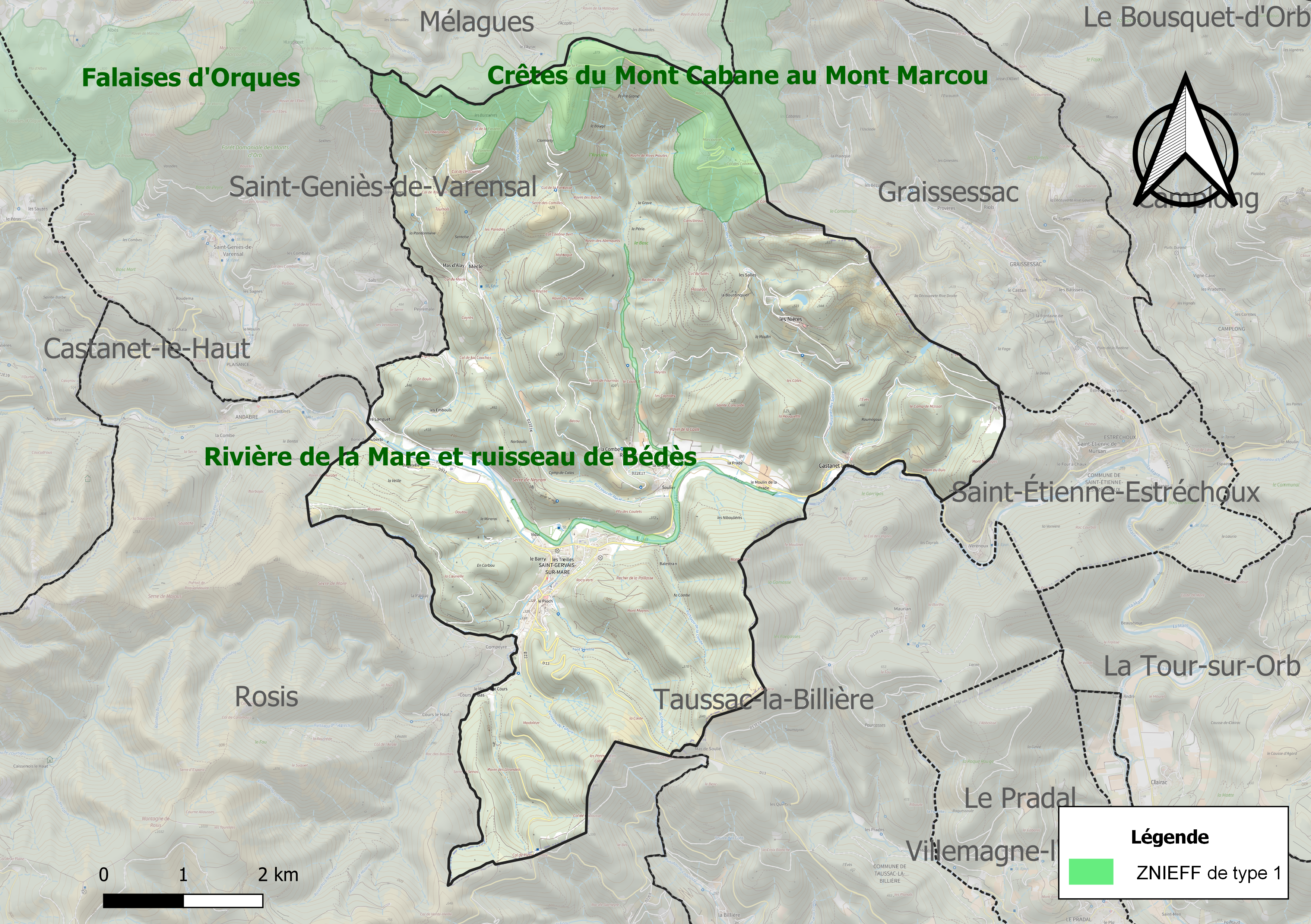
Carte des ZNIEFF de type 1 sur la commune.
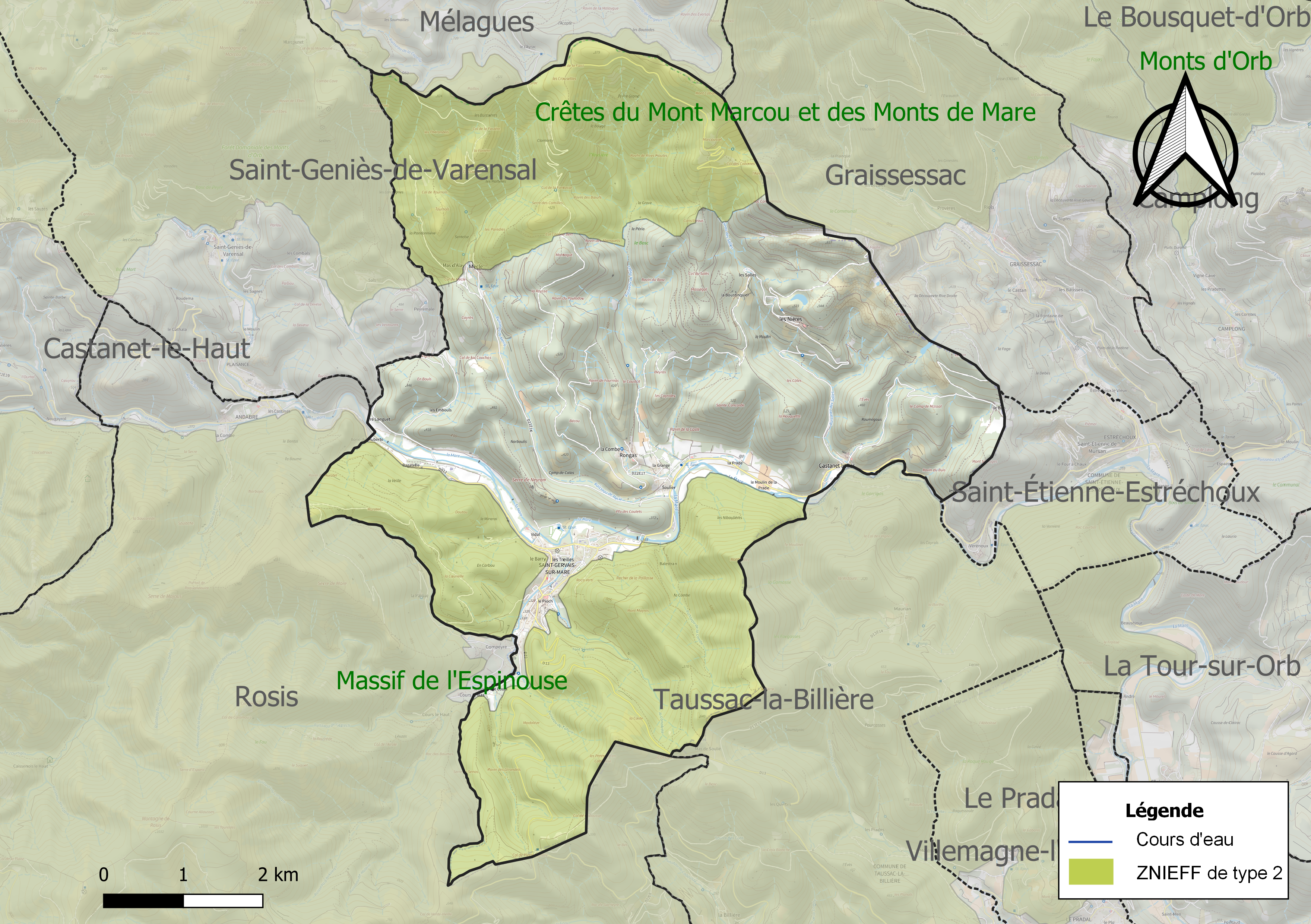
Carte des ZNIEFF de type 2 sur la commune.

## Urbanisme

### Typologie
Au 1er janvier 2024, Saint-Gervais-sur-Mare est catégorisée commune rurale à habitat dispersé, selon la nouvelle grille communale de densité à sept niveaux définie par l'Insee en 2022.
Elle est située hors unité urbaine. Par ailleurs la commune fait partie de l'aire d'attraction de Bédarieux, dont elle est une commune de la couronne,. Cette aire, qui regroupe 26 communes, est catégorisée dans les aires de moins de 50 000 habitants,.

### Occupation des sols
L'occupation des sols de la commune, telle qu'elle ressort de la base de données européenne d’occupation biophysique des sols Corine Land Cover (CLC), est marquée par l'importance des forêts et milieux semi-naturels (91,4 % en 2018), en augmentation par rapport à 1990 (89 %). La répartition détaillée en 2018 est la suivante : 
forêts (74,2 %), milieux à végétation arbustive et/ou herbacée (10,9 %), espaces ouverts, sans ou avec peu de végétation (6,3 %), zones agricoles hétérogènes (4,5 %), zones urbanisées (2,4 %), prairies (1,7 %). L'évolution de l’occupation des sols de la commune et de ses infrastructures peut être observée sur les différentes représentations cartographiques du territoire : la carte de Cassini (XVIIIe siècle), la carte d'état-major (1820-1866) et les cartes ou photos aériennes de l'IGN pour la période actuelle (1950 à aujourd'hui).

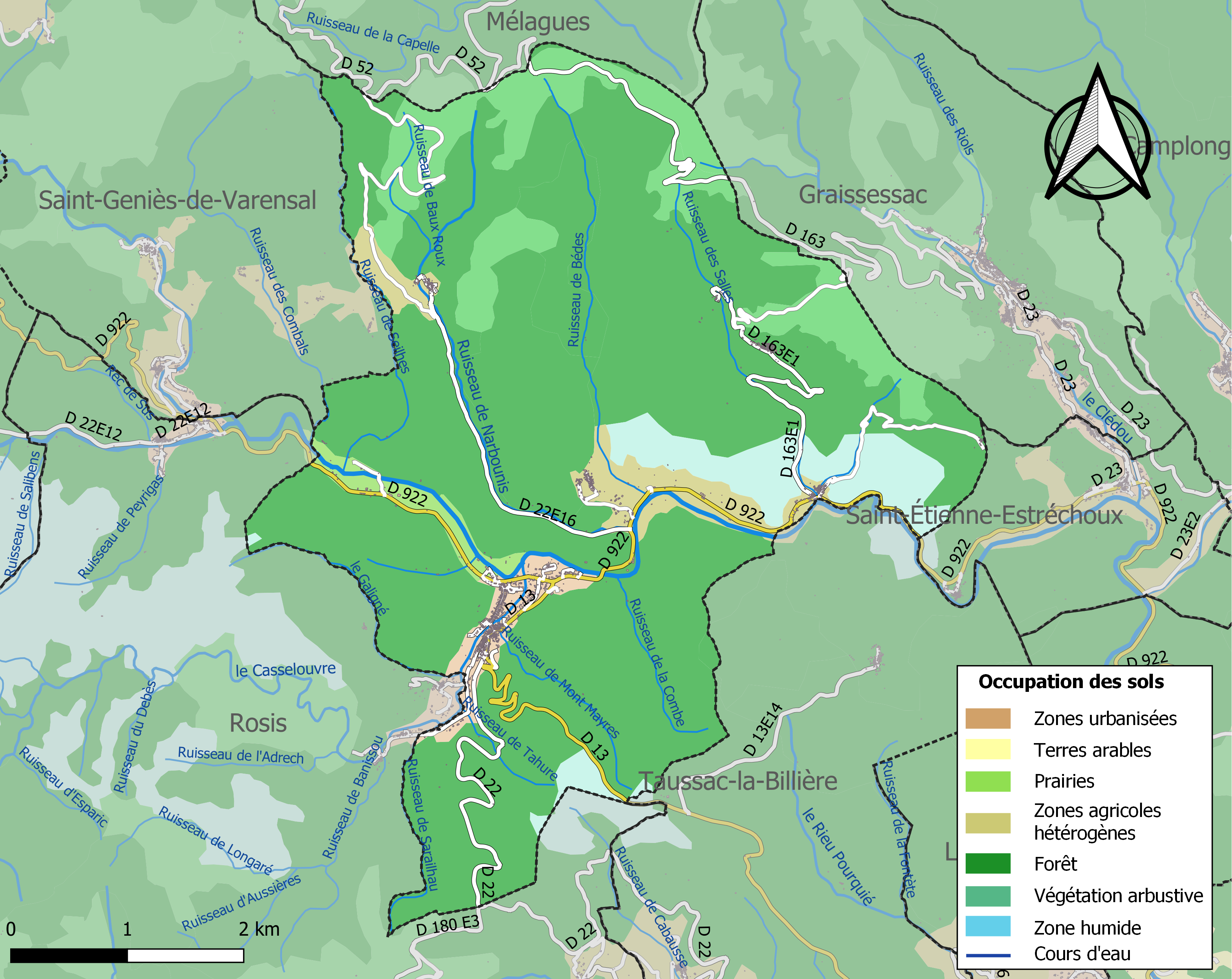
Carte des infrastructures et de l'occupation des sols de la commune en 2018 (CLC).

### Morphologie urbaine
La partie la plus ancienne du village de Saint-Gervais est construite au pied d'un château et le long d'un cours d'eau; le casselouvre. Une urbanisation cohérente s'est poursuivie sur la rive opposée mais sans atteindre les rives de la Mare, les rues y sont plus larges que la partie ancienne du village.

### Lieux-dits, hameaux et écarts
- Mècle
- Rongas
- Castanet le Bas
- Les Nières
- Le Buis

### Logement
En 2012 le nombre total de logement dans la commune est de 720, soit 62 de plus qu'en 2009. Parmi eux 8 % sont vacants, 49,7 % sont des résidences principales, 42,4 % sont des résidences secondaires. Ces logements étaient pour 79,6 % des maisons individuelles, et pour 16,7 % des appartements.
La proportion des résidences principales appartenant à leur occupant était de 65,5%.

### Voies de communication et transports
La commune est accessible en arrivant de Castanet-le-Haut à l'Ouest et Saint-Étienne-Estréchoux à l'Est par la D922, et Hérépian au Sud par la D180 en passant par le col des Treize Vents.
Une ligne de bus dessert la commune, en partance de Bédarieux ou de Andabre.

### Risques majeurs
Le territoire de la commune de Saint-Gervais-sur-Mare est vulnérable à différents aléas naturels : météorologiques (tempête, orage, neige, grand froid, canicule ou sécheresse), inondations, feux de forêts et séisme (sismicité très faible). Il est également exposé à deux risques particuliers : le risque minier et le risque de radon. Un site publié par le BRGM permet d'évaluer simplement et rapidement les risques d'un bien localisé soit par son adresse soit par le numéro de sa parcelle.

#### Risques naturels
Certaines parties du territoire communal sont susceptibles d’être affectées par le risque d’inondation par débordement de cours d'eau, notamment la Mare. La commune a été reconnue en état de catastrophe naturelle au titre des dommages causés par les inondations et coulées de boue survenues en 1982, 1987, 1995, 1996, 1997, 2014 et 2016,.
Saint-Gervais-sur-Mare est exposée au risque de feu de forêt. Un plan départemental de protection des forêts contre les incendies (PDPFCI) a été approuvé en juin 2013 et court jusqu'en 2022, où il doit être renouvelé. Les mesures individuelles de prévention contre les incendies sont précisées par deux arrêtés préfectoraux et s’appliquent dans les zones exposées aux incendies de forêt et à moins de 200 mètres de celles-ci. L’arrêté du 25 avril 2002 réglemente l'emploi du feu en interdisant notamment d’apporter du feu, de fumer et de jeter des mégots de cigarette dans les espaces sensibles et sur les voies qui les traversent sous peine de sanctions. L'arrêté du 11 mars 2013 rend le débroussaillement obligatoire, incombant au propriétaire ou ayant droit,.

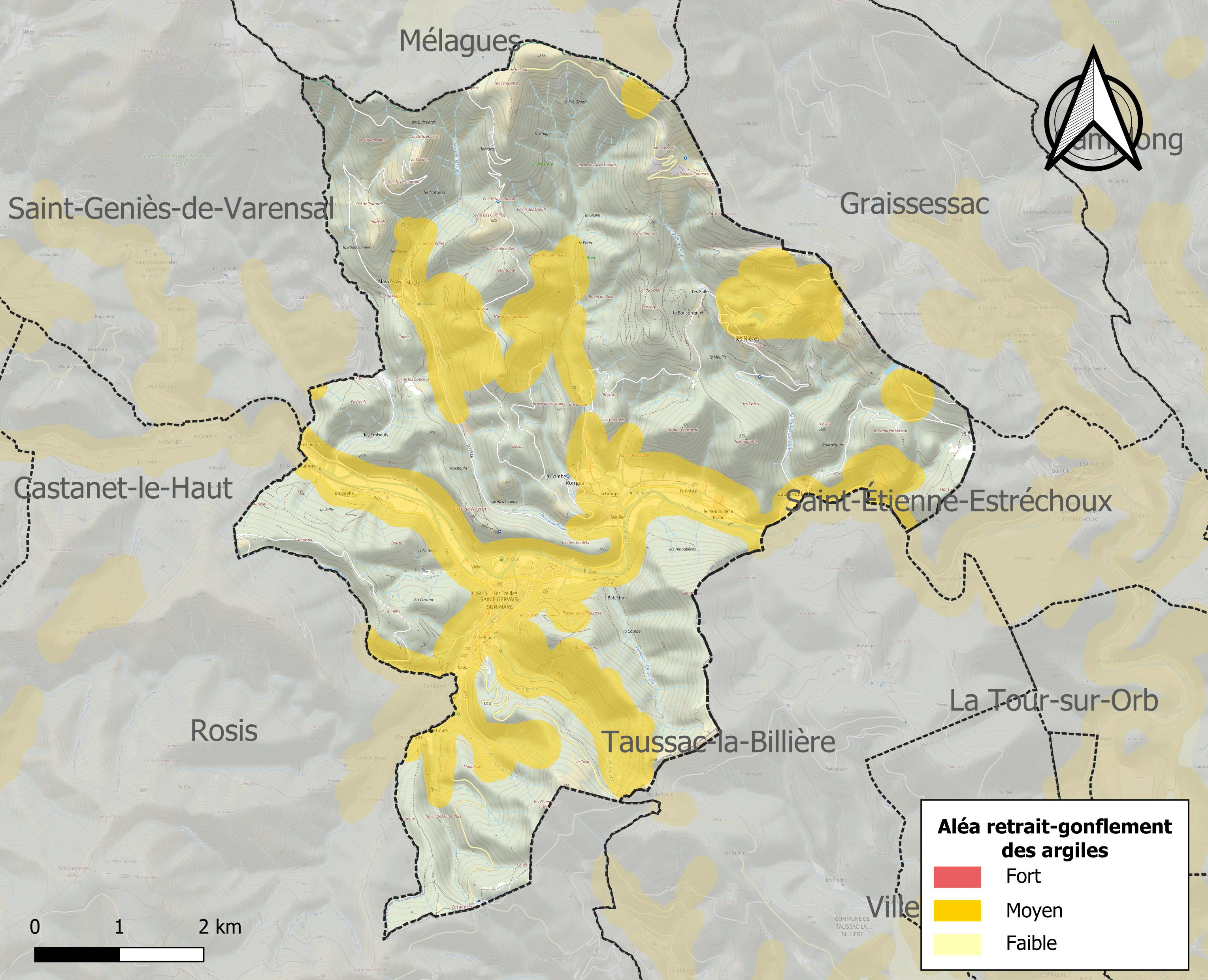
Carte des zones d'aléa retrait-gonflement des sols argileux de Saint-Gervais-sur-Mare.

Le retrait-gonflement des sols argileux est susceptible d'engendrer des dommages importants aux bâtiments en cas d’alternance de périodes de sécheresse et de pluie. 32 % de la superficie communale est en aléa moyen ou fort (59,3 % au niveau départemental et 48,5 % au niveau national). Sur les 567 bâtiments dénombrés sur la commune en 2019, 486 sont en aléa moyen ou fort, soit 86 %, à comparer aux 85 % au niveau départemental et 54 % au niveau national. Une cartographie de l'exposition du territoire national au retrait gonflement des sols argileux est disponible sur le site du BRGM,.
Par ailleurs, afin de mieux appréhender le risque d’affaissement de terrain, l'inventaire national des cavités souterraines permet de localiser celles situées sur la commune.
Concernant les mouvements de terrains, la commune a été reconnue en état de catastrophe naturelle au titre des dommages causés par des mouvements de terrain en 2016.

#### Risque particulier
L’étude Scanning de Géodéris réalisée en 2008 a établi pour le département de l’Hérault une identification rapide des zones de risques miniers liés à l’instabilité des terrains.  Elle a été complétée en 2015 par une étude approfondie sur les anciennes exploitations minières du bassin houiller de Graissessac et du district polymétallique de Villecelle. La commune est ainsi concernée par le risque minier, principalement lié à l’évolution des cavités souterraines laissées à l’abandon et sans entretien après l’exploitation des mines.
Dans plusieurs parties du territoire national, le radon, accumulé dans certains logements ou autres locaux, peut constituer une source significative d’exposition de la population aux rayonnements ionisants. Certaines communes du département sont concernées par le risque radon à un niveau plus ou moins élevé. Selon la classification de 2018, la commune de Saint-Gervais-sur-Mare est classée en zone 3, à savoir zone à potentiel radon significatif.

## Toponymie
Le nom de la commune est attesté sous les formes : ecclesia S Gervasii en 966; de S. Gervasio en 1204 / 1404; Sainct Gervys en 1579; etc..
Le nom de la communauté sous l'Ancien régime était Saint-Gervais-Ville pour la différencier de celle de Saint-Gervais-Terre (ou Saint-Gervais-Terre-Foraine) qui est devenue après redécoupage la commune de Rosis. Au cours de la Révolution française, la commune porte provisoirement le nom de Mont-Taillis. La commune a pris son nom actuel par le décret du 8 octobre 1958.

## Histoire
Saint-Gervais-sur-Mare appartenait au diocèse de Castres (sauf pour les hameaux des Nières et de Castanet qui dépendaient du diocèse de Béziers) et à la sénéchaussée de Béziers. La commune était rattachée au Tarn, district de Lacaune lors de la création des départements. En vertu de la loi du 3 brumaire an X (1801) qui échangeait les cantons d'Anglès et de Saint-Gervais, la commune a été rattachée à l'Hérault..
En 2014, le canton de Saint-Gervais-sur-Mare a disparu. La commune a été rattachée au canton de Clermont-l'Hérault.

## Politique et administration

### Administration municipale
Le nombre d'habitants au dernier recensement étant compris entre 500 et 1 499, le nombre de membres du conseil municipal est de 15.

### Liste des maires
| Période        | Période        | Identité                  | Étiquette | Qualité                                                                                               |
| -------------- | -------------- | ------------------------- | --------- | --- |
| juillet 1819   | septembre 1830 | Joseph Gervais d'Estoriac |           | propriétaire, avocat au Parlement de Toulouse                                                         |
| septembre 1830 | septembre 1836 | Barthélémi Moulinier      |           | propriétaire                                                                                          |
| septembre 1836 | ?              | Barthélémi Mas            |           | |
| 1947           | 1968           | Robert Pauzier            |           | |
| 1968           | 1971           | André Mailhol             |           | |
| 1971           | 1983           | Désiré Garel              |           | |
| 1983           | 1989           | Bernard Farenq            |           | |
| 1989           | En cours       | Jean-Luc Falip            | PS        | Représentant de commerce Conseiller général puis départemental président de la communauté de communes |

### Instances judiciaires et administratives
Saint-Gervais-sur-Mare relève du tribunal d'instance de Béziers, du tribunal de grande instance de Béziers, de la cour d'appel de Montpellier, du tribunal pour enfants de Béziers, du conseil de prud'hommes de Béziers, du tribunal de commerce de Béziers, du tribunal administratif de Montpellier et de la cour administrative d'appel de Marseille.

### Jumelages
Au 8 février 2016, Saint-Gervais-sur-Mare n'est jumelée avec aucune commune.

## Population et société

### Démographie
L'évolution du nombre d'habitants est connue à travers les recensements de la population effectués dans la commune depuis 1793. Pour les communes de moins de 10 000 habitants, une enquête de recensement portant sur toute la population est réalisée tous les cinq ans, les populations de référence des années intermédiaires étant quant à elles estimées par interpolation ou extrapolation. Pour la commune, le premier recensement exhaustif entrant dans le cadre du nouveau dispositif a été réalisé en 2005.

En 2022, la commune comptait 839 habitants, en évolution de −1,06 % par rapport à 2016 (Hérault : +7,49 %, France hors Mayotte : +2,11 %).
| 1793 | 1800  | 1806  | 1821  | 1831  | 1836  | 1841  | 1846  | 1851  |
| ---- | ----- | ----- | ----- | ----- | ----- | ----- | ----- | ----- |
| 990  | 1 013 | 1 307 | 1 258 | 2 505 | 2 605 | 2 573 | 2 523 | 2 620 |

| 1856  | 1861  | 1866  | 1872  | 1876  | 1881  | 1886  | 1891  | 1896  |
| ----- | ----- | ----- | ----- | ----- | ----- | ----- | ----- | ----- |
| 2 297 | 2 256 | 2 328 | 2 197 | 2 053 | 2 069 | 2 030 | 1 780 | 1 690 |

| 1901  | 1906  | 1911  | 1921  | 1926  | 1931  | 1936  | 1946  | 1954  |
| ----- | ----- | ----- | ----- | ----- | ----- | ----- | ----- | ----- |
| 1 660 | 1 615 | 1 594 | 1 514 | 1 520 | 1 394 | 1 338 | 1 238 | 1 255 |

| 1962  | 1968 | 1975 | 1982 | 1990 | 1999 | 2005 | 2006 | 2010 |
| ----- | ---- | ---- | ---- | ---- | ---- | ---- | ---- | ---- |
| 1 096 | 873  | 860  | 859  | 813  | 789  | 813  | 805  | 861  |

| 2015 | 2020 | 2022 | - | - | - | - | - | - |
| ---- | ---- | ---- | - | - | - | - | - | - |
| 853  | 849  | 839  | - | - | - | - | - | - |

### Enseignement
Saint-Gervais-sur-Mare dépend de l'académie de Montpellier.
Elle administre une école maternelle et une école élémentaire communales regroupant 57 élèves en 2015-2016, et un collège public.

### Santé
La commune compte une maison de retraite ainsi qu'un parcours de santé; L'ancienne ligne de chemin de fer latour-plaisance.

### Sports
Des associations proposent des activités sportives. Les abrupts proches dits "falaises d'Olques" ou " falaises d'Orques" permettent la pratique de l'escalade.

### Cultes
Le territoire de la commune dépend de la paroisse catholique Notre-Dame des Lumières au sein du secteur missionnaire « Béziers -Biterrois » de l'archidiocèse de Montpellier.

## Économie

### Revenus
En 2018, la commune compte 406 ménages fiscaux, regroupant 739 personnes. La médiane du revenu disponible par unité de consommation est de 17 970 € (20 330 € dans le département).

### Emploi
|                | 2008   | 2013   | 2018 |
| -------------- | ------ | ------ | ---- |
| Commune        | 7,1 %  | 11,3 % | 15 % |
| Département    | 10,1 % | 11,9 % | 12 % |
| France entière | 8,3 %  | 10 %   | 10 % |

En 2018, la population âgée de 15 à 64 ans s'élève à 408 personnes, parmi lesquelles on compte 71,5 % d'actifs (56,4 % ayant un emploi et 15 % de chômeurs) et 28,5 % d'inactifs,. En  2018, le taux de chômage communal (au sens du recensement) des 15-64 ans est supérieur à celui du département et de la France, alors qu'en 2008 la situation était inverse.
La commune fait partie de la couronne de l'aire d'attraction de Bédarieux, du fait qu'au moins 15 % des actifs travaillent dans le pôle,. Elle compte 257 emplois en 2018, contre 264 en 2013 et 236 en 2008. Le nombre d'actifs ayant un emploi résidant dans la commune est de 236, soit un indicateur de concentration d'emploi de 108,7 % et un taux d'activité parmi les 15 ans ou plus de 39 %.
Sur ces 236 actifs de 15 ans ou plus ayant un emploi, 109 travaillent dans la commune, soit 46 % des habitants. Pour se rendre au travail, 63,8 % des habitants utilisent un véhicule personnel ou de fonction à quatre roues, 8,5 % les transports en commun, 18,8 % s'y rendent en deux-roues, à vélo ou à pied et 8,9 % n'ont pas besoin de transport (travail au domicile).

### Activités hors agriculture

#### Secteurs d'activités
49 établissements sont implantés  à Saint-Gervais-sur-Mare au 31 décembre 2019. Le tableau ci-dessous en détaille le nombre par secteur d'activité et compare les ratios avec ceux du département,.
| Secteur d'activité                                                                                        | Commune | Commune | Département |
| Secteur d'activité                                                                                        | Nombre  | %       | %           |
| --- | ------- | ------- | ----------- |
| Ensemble                                                                                                  | 49      |         |             |
| Industrie manufacturière, industries extractives et autres                                                | 3       | 6,1 %   | (6,7 %)     |
| Construction                                                                                              | 9       | 18,4 %  | (14,1 %)    |
| Commerce de gros et de détail, transports, hébergement et restauration                                    | 16      | 32,7 %  | (28 %)      |
| Information et communication                                                                              | 1       | 2 %     | (3,3 %)     |
| Activités spécialisées, scientifiques et techniques et activités de services administratifs et de soutien | 2       | 4,1 %   | (17,1 %)    |
| Administration publique, enseignement, santé humaine et action sociale                                    | 7       | 14,3 %  | (14,2 %)    |
| Autres activités de services                                                                              | 11      | 22,4 %  | (8,1 %)     |

Le secteur du commerce de gros et de détail, des transports, de l'hébergement et de la restauration est prépondérant sur la commune puisqu'il représente 32,7 % du nombre total d'établissements de la commune (16 sur les 49 entreprises implantées  à Saint-Gervais-sur-Mare), contre 28 % au niveau départemental.

### Revenus de la population et fiscalité
La médiane du revenu disponible par unité de consommation en 2012 est de 16 105 €.

### Agriculture
|               | 1988 | 2000 | 2010 | 2020 |
| ------------- | ---- | ---- | ---- | ---- |
| Exploitations | 41   | 13   | 11   | 4    |
| SAU (ha)      | 154  | 260  | 404  | 162  |

La commune est dans le « Soubergues », une petite région agricole occupant le nord-est du département de l'Hérault. En 2020, l'orientation technico-économique de l'agriculture  sur la commune est l'élevage d'équidés et/ou d' autres herbivores. Quatre exploitations agricoles ayant leur siège dans la commune sont dénombrées lors du recensement agricole de 2020 (41 en 1988). La superficie agricole utilisée est de 162 ha,,.

### Emploi
La population active ayant un emploi était de 55,6 % en 2012 contre 61,4 % en 2007. Le taux de chômage était de 11,3 % en 2012 contre 12,6 % en 2007.
Le nombre d'emplois dans la zone était de 271 en 2012 contre 214 en 2007, les actifs ayant un emploi résidant dans la zone étaient de 266 en 2012 contre 246 en 2007.
En 2012 l'indicateur de concentration d'emploi était de 102,0; ce qui signifie que la zone d'emploi offre plus d'emplois qu'il n'y a d'actifs. 	
Les actifs travaillant dans la commune de résidence représentent 49,8 % de l'ensemble des actifs de la commune.
En 2013 l'ensemble des secteurs d'activités (sauf l'Administration publique, l'enseignement, la santé, et l'action sociale) emploient entre 1 et 9 salariés.

### Entreprises et commerces
Au 31 décembre 2013 le nombre d'établissements actifs par secteur d'activité était de 70; 3 en agriculture, sylviculture et pêche, 3 dans l'industrie, 12 dans la construction, 38 dans le commerce, les transports, et services divers dont 12 en commerce et réparation automobile, et 14 dans l'Administration publique, l'enseignement, la santé, et l'action sociale.
En 2014 l'ensemble de créations d'établissements (activités marchandes hors agriculture) s'élève à 4; dont 1 dans la construction et 3 dans le commerce, les transports, et services divers.

## Culture locale et patrimoine

### Lieux et monuments
- Plusieurs mégalithes attestent de la présence d'hommes préhistoriques sur la commune, comme le menhir de la Pierre Plantée à côté du col éponyme. Il est gravé de croix et de cupules, comme plusieurs autres. On trouve aussi des pédiformes....
- Église paroissiale Saint-Gervais-et-Saint-Protais de Saint-Gervais-sur-Mare. L'édifice a été inscrit au titre des monuments historiques en 2017[47].
- Église de l'Immaculée-Conception de Mècle
- Église Notre-Dame-de-Lorette de Castanet-le-Bas
- Chapelle Saint-Barthélemy de Saint-Gervais-sur-Mare
- Chapelle des Pénitents blancs de Saint-Gervais-sur-Mare (retable du XVIIe siècle)
- Chapelle Notre-Dame-de-Lorette de Saint-Gervais-sur-Mare
- Chapelle primitive Saint-Maurice de Rongas
- Abbaye Saint-Pierre de Nayran. Les ruines de l'ancienne abbaye ont été inscrits au titre des monuments historiques en 1928[48].
- Site de Neyran (XIe-XXe siècles)
- Ancienne fonderie de cloches Granier sur le hameau de Castanet-le-Bas, aujourd'hui transférée à Hérépian.

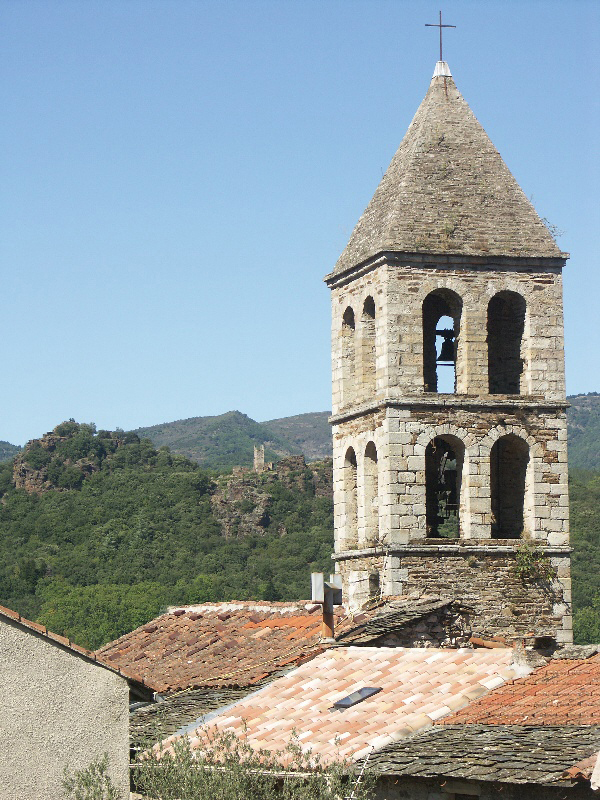
Église paroissiale Saint-Gervais-et-Saint-Protais. On aperçoit le clocher de Neyran au loin.
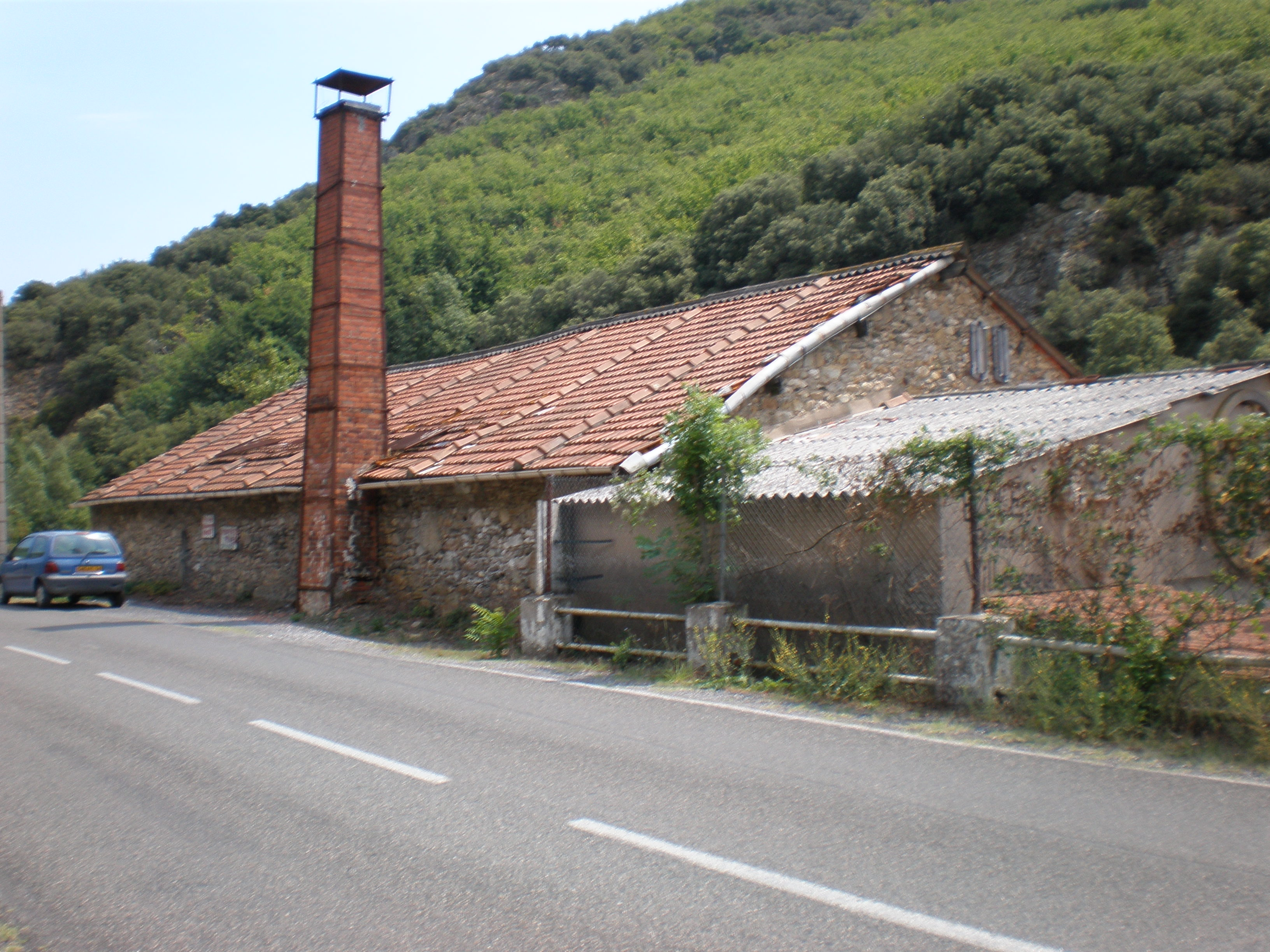
L'ancienne fonderie Granier à Castanet-le-Bas
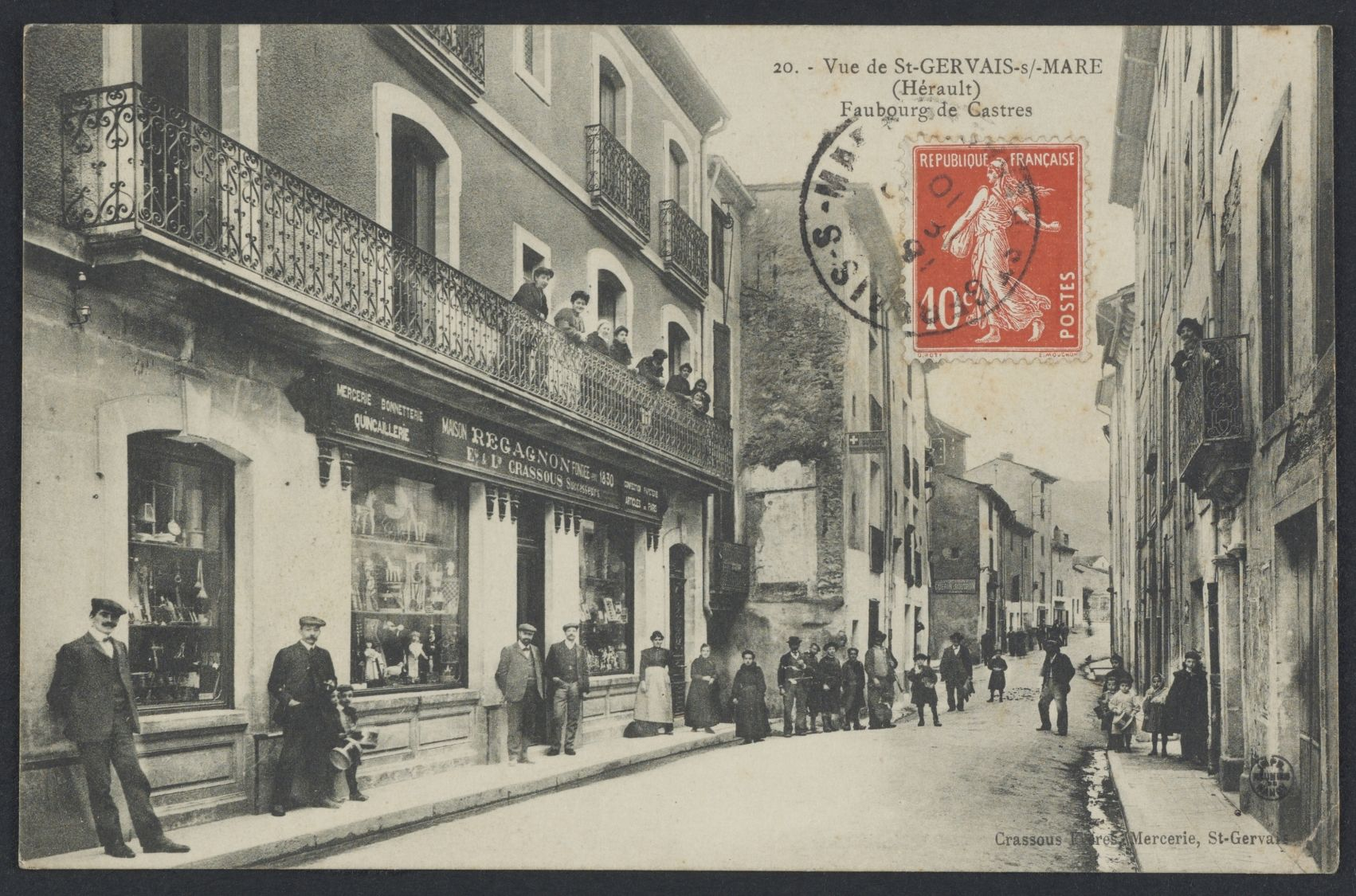
Faubourg de Castres : carte postale (1910).

### Personnalités liées à la commune
- Jacques Roergas de Serviez (1679-1727), historien
- Emmanuel de Serviez (1755-1804), général et homme politique
- Jean Soulairol (1892-1959), poète, journaliste et essayiste

### Héraldique
| Blason de Saint-Gervais-sur-Mare | Blason  | D'or à un trident renversé d'azur, la partie supérieure du manche potencée, accompagné de trois pattes de lion de gueules celles du chef affrontées. |
| Blason de Saint-Gervais-sur-Mare | Détails | Le statut officiel du blason reste à déterminer. |

### Fonds d'archives
- Fonds : Archives communales de Saint-Gervais-sur-Mare (1629-1837) [1,2 ml].  Cote : 260 EDT. Montpellier : Archives départementales de l'Hérault (présentation en ligne).